# Lijst van voetbalinterlands Aruba - Barbados (vrouwen)
Deze lijst van voetbalinterlands is een overzicht van alle officiële voetbalinterlands tussen de nationale vrouwenteams van Aruba en Barbados. De landen hebben tot nu toe één keer tegen elkaar gespeeld.

## Wedstrijden
| № | Plaats        | Datum            | Competitie                                | Wedstrijd        | Uitslag |
| - | ------------- | ---------------- | ----------------------------------------- | ---------------- | ------- |
| 1 | San Cristóbal | 22 februari 2022 | CONCACAF W Championship 2022 kwalificatie | Barbados − Aruba | 3 − 1   |

## Samenvatting
| Competitie              | Totaal gespeeld | Winst Aruba | Gelijk | Winst Barbados | Doelsaldo Aruba – Barbados |
| ----------------------- | --------------- | ----------- | ------ | -------------- | -------------------------- |
| CONCACAF W Championship | 1               | 0           | 0      | 1              | 1 − 3                      |
| Totaal                  | 1               | 0           | 0      | 1              | 1 − 3                      |